# Mario Haas (Politiker)
Mario Haas (* 21. Oktober 1992 in Bad Ischl) ist ein österreichischer Politiker (SPÖ). Er ist seit dem 23. Oktober 2021 Abgeordneter zum oberösterreichischen Landtag.

## Leben und Wirken
Mario Haas wurde am 21. Oktober 1992 als Sohn von Werner und Andrea Haas in Bad Ischl in Oberösterreich geboren. Er besuchte die Volksschule in Rußbach in der Gemeinde St. Wolfgang im Salzkammergut, danach die Hauptschule in Strobl und die Handelsakademie in Bad Ischl. Nach dem Präsenzdienst begann er an der Universität Salzburg das Lehramtsstudium für Deutsch, Geographie und Wirtschaftskunde. Parallel dazu arbeitete er für verschiedene Firmen, ab 2017 war er Büroassistent der SPÖ Bezirksorganisation Gmunden.

## Politik
Seine politischen Tätigkeiten begann er 2015 als Mitglied der Jungen Generation in der SPÖ Salzkammergut, deren Vorstand er wurde. Zwei Jahre später wurde er Bezirksbildungsvorsitzender der SPÖ Gmunden, dann Mitglied des Bezirksparteivorstandes der SPÖ Gmunden. Von 2015 bis 2020 war er auch Mitglied des Gemeinderates von St. Wolfgang im Salzkammergut. Seit 2021 ist er Abgeordneter zum Landtag von Oberösterreich und Mitglied des Gemeinderates von Bad Goisern. Im Landtag ist er in mehreren Ausschüssen tätig und Obfrau-Stellvertreter des Ausschusses für Standortentwicklung.